# Sinje Dillenkofer
Sinje Dillenkofer (geb. 1959 in Neustadt an der Weinstraße) ist eine deutsche Bildende Künstlerin und Fotografin. Sie lebt und arbeitet in Berlin und Stuttgart.

## Werdegang
Dillenkofer diplomierte 1988 an der Staatlichen Akademie der Bildenden Künste Stuttgart und ist seither freischaffend tätig. Ihre Arbeiten waren in nationalen und internationalen Ausstellungen zu sehen; aktuell seit 2018 in der Sammlungsausstellung des Victoria & Albert Museums London und dem Musée de la Chasse et de la Nature Paris, zuletzt u. a. Muséum-Aquarium de Nancy, 2020, Kunstmuseum Stuttgart anlässlich der Nominierung zum Kubus. Sparda-Kunstpreis 2019, zuletzt u. a. Galerie BILDHALLE, Zürich, 2017, Tiroler Landesmuseum Ferdinandeum Innsbruck, 2015 und in Gruppenausstellungen im Casino Luxembourg Forum d’Art Contemporain, 2017, Saarlandmuseum Saarbrücken, 2015. Arbeiten von Dillenkofer sind in zahlreichen öffentlichen und privaten Sammlungen vertreten. Dillenkofer ist seit 1996 Mitglied der DFA (Deutsche Fotografische Akademie), seit 2003 Mitglied des Deutschen Künstlerbundes e.V,. Berlin, des Künstlerbundes Baden-Württemberg und seit 2006 Mitglied der DGPh (Deutsche Gesellschaft für Photographie). Nach Lehrtätigkeiten an der Fachhochschule für Gestaltung in Pforzheim von 1992 bis 1996 und an der Merz Akademie in Stuttgart im Jahr 1993 vertrat sie von 2000 bis 2004 im Rahmen einer Professurvertretung den damaligen Rektor der Staatlichen Akademie der Bildenden Künste Stuttgart, Paul Uwe Dreyer, in der Lehre.

## Ehrungen
Paul-Strecker-Preis, Mainz 1996
Nominierung für den »Kubus. Sparda-Kunstpreis 2019«.

### Kataloge (Einzelausstellungen)
- Studiohefte 23, Architekturen des Archivs, Tiroler Landesmuseen, Innsbruck 2015, ISBN 978-3-900083-56-4[14]
- Haut und Höhlung, 2001, ISBN 3-927987-71-9
- CASES 2009–10, Kunststiftung ZF Friedrichshafen, 2010, ISBN 978-3-86136-151-0
- INNOCENTIA I–XXV, 1997, ISBN 3-9805882-0-3
- FOTOGRAFIE, ISBN 3-922608-94-9
- Sinje Dillenkofer, ISBN 3-924639-58-2
- Fotoobjekte 1992, ISBN 3-89309-055-X
- RESERVATE, 1991, ISBN 3-928126-41-5

### Kataloge (Gruppenausstellungen)
- Fondation François Sommer (Hrsg.): SAFARIS SAFARIX, Paris 2016, ISBN 978-2-9549065-4-6
- Karin von Maur: Zwischen Farbe und Form. 2016, ISBN 978-3-17-022415-5
- REVUE BILLBAUDE, Numéro 8, Le Lapin, Paris 2016, ISBN 978-2-344-01566-7
- Mapping the Museum. Saarlandmuseum Saarbrücken, 2015, ISBN 978-3-932036-67-5[15]
- Horizonte Zingst, 2015, ISBN 978-3-9816224-7-8
- Le Monde no 105, BLN04, 17. September 2011
- Wolfgang Brückle, Andreas Henning, Ulrich Pfarr (Hrsg.): Photo-Kunst 1852–2002, Staatsgalerie Stuttgart, Stuttgart 2003
- Art press, No 213, Mai 1996
- Begreifungskräfte. Künstlerinnen heute. Badischer Kunstverein Karlsruhe, Karlsruhe 1995, ISBN 3-89309-072-X